# Cerekvice nad Loučnou
Cerekvice nad Loučnou – gmina w Czechach, w powiecie Svitavy, w kraju pardubickim. Według danych z dnia 1 stycznia 2014 liczyła 841 mieszkańców.